# Coppa del Mondo di tuffi 2004
La Coppa del Mondo di tuffi 2004 (ufficialmente 2004 FINA Diving World Cup) è stata la XIV edizione della competizione sportiva internazionale di tuffi organizzata dalla Federazione internazionale del nuoto (FINA). Si è disputata nel febbraio 2004 ad Atene, in Grecia. I risultati di questa competizione sono valsi per le qualificazioni ai Giochi olimpici di Atene 2004.

## Podi

### Uomini
| Evento                     | Oro                          | Perform. | Argento                                 | Perform. | Bronzo                                      | Perform. |
| Tuffi individuali          |                              |          |                                         |          |                                             |          |
| Trampolino 3m (dettagli)   | Alexandre Despatie           | 761,70   | Feng Wang                               | 745,71   | Peng Bo                                     | 732,27   |
| Piattaforma 10m (dettagli) | Lian Tian                    | 776,70   | Hu Jia                                  | 746,52   | Alexandre Despatie                          | 688,26   |
| Tuffi sincronizzati        |                              |          |                                         |          |                                             |          |
| Trampolino 3m (dettagli)   | Cina Peng Bo Kenan Wang      | 342,27   | Australia Robert Newbery Steven Barnett | 333,93   | Germania Andreas Wels Schellenberg Tobias   | 318,48   |
| Piattaforma 10m (dettagli) | Cina Liang Tian Yang Jinghui | 381,48   | Australia Peter Waterfield Leon Taylor  | 366,81   | Canada Alexandre Despatie Phillippe Comtois | 354,06   |

### Donne
| Evento                     | Oro                         | Perform. | Argento                                   | Perform. | Bronzo                                  | Perform. |
| Tuffi individuali          |                             |          |                                           |          |                                         |          |
| Trampolino 3m (dettagli)   | Julija Pachalina            | 603,15   | Guo Jingjing                              | 603,15   | Wu Minxia                               | 591,00   |
| Piattaforma 10m (dettagli) | Laura Wilkinson             | 553,53   | Loudy Tourky                              | 537,09   | Takiri Miyazaki                         | 513,15   |
| Tuffi sincronizzati        |                             |          |                                           |          |                                         |          |
| Trampolino 3m (dettagli)   | Cina Wu Minxia Guo Jingjing | 360,30   | Russia Julija Pachalina Vera Il'ina       | 331,29   | Germania Ditte Kotzian Conny Schmalfuss | 315,33   |
| Piattaforma 10m (dettagli) | Cina Lao Lishi Li Ting      |          | Australia Chantelle Newbery Loudy Wiggins |          | Germania Annett Gamm Nora Subschinski   |          |

## Medagliere
| Posizione | Paese         | Oro | Argento | Bronzo | Totale |
| --------- | ------------- | --- | ------- | ------ | ------ |
| 1         | Cina          | 5   | 3       | 2      | 10     |
| 2         | Russia        | 1   | 1       | 0      | 2      |
| 3         | Canada        | 1   | 0       | 2      | 3      |
| 4         | Stati Uniti   | 1   | 0       | 0      | 1      |
| 5         | Australia     | 0   | 3       | 0      | 3      |
| 6         | Gran Bretagna | 0   | 1       | 0      | 1      |
| 7         | Germania      | 0   | 0       | 3      | 3      |
| 8         | Giappone      | 0   | 0       | 1      | 1      |
| Totale    | Totale        | 8   | 8       | 8      | 24     |